# ラパッロ条約 (1922年)
ラパッロ条約（ラパッロじょうやく、ドイツ語: Vertrag von Rapallo、露: Рапалльский договор）は、1922年4月16日、イタリアのラパッロにおいてブレスト＝リトフスク条約と第一次世界大戦に基づく領土及び金銭に関する主張を互いに放棄した上でドイツ（ヴァイマル共和政）とソビエト・ロシア（ロシア社会主義連邦ソビエト共和国）との間で成立した条約である。
両国政府は、両国間の外交関係を正常化し、「相互親善の精神により両国の経済的必要を解決するため協力する」（第5条）ことにも同意した。
ラパロ条約とも表記される。

## 成立過程
1922年4月10日よりジェノヴァで開催されていたジェノア会議が成立の契機となった。この会議ではソビエト・ロシアの代表も招かれたが、戦時中の債務と革命の最中に国有化された外国人資産の補償をめぐり意見が衝突した。またドイツの賠償問題も討議され、やはり交渉が行き詰まった。こうして、会議に出席したドイツ代表の外務大臣ヴァルター・ラーテナウとソビエト外務人民委員ゲオルギー・チチェーリンがベルリンで一度交渉していた国交回復について4月16日に交渉を再開し、同日にラパッロ条約が調印された。
1923年1月31日に批准書の交換が行われ、9月19日に国際連盟条約集に登録された。
ソビエト・ロシアの支配下にあるか、あるいはソビエト・ロシアが強い影響力を持つウクライナ共和国、白ロシア共和国、ザカフカース連邦共和国を構成するグルジア共和国、アゼルバイジャン共和国、アルメニア共和国及び極東共和国の各ソビエト共和国に対するドイツの関係を認めるため、ラパッロ条約を拡大する補足条約が1922年11月5日にベルリンで調印された。1923年10月26日に批准書の交換が行われ、1924年7月18日に国際連盟条約集に登録された。

## 内容
ドイツとソビエト・ロシアはラパッロ条約により債務を相殺し、賠償請求権も放棄したうえで外交関係を再開し（ドイツがソビエト政府を承認）、通商については最恵国待遇を適用したうえで通商経済関係を促進するとした。
この条約には軍事条項が定められなかった。

## 影響
ヴァイマル共和政とソビエト・ロシアは条約により国際的孤立から脱出し、ラパッロ条約は独ソ友好の代名詞となった。また結果的には両国が共同でヴェルサイユ体制に対抗した形となった。ラパッロ条約自体に軍事に関する条項はなかったが、以降の独ソ軍事協力の礎となった。
ヴァイマル共和政が連合国の関与なしに独自に締結した最初の条約だったほか、ジョージ・ケナンは『レーニン・スターリンと西方世界』（1961年）でラパッロ条約がソビエト・ロシアにとって最初の外交的勝利であり、チチェーリンの功であると評した。一方で条約の文面は無害であり、同盟の締結ではなかったとした。
ドイツによるソビエト・ロシア承認は欧米諸国に衝撃を与えた。元来、ソビエトと西欧連合国との経済関係を調整するジェノア会議の最中に、いわば「出し抜く」形で締結されたことも、各国を逆なですることになった。条約締結を知ったイギリス首相デビッド・ロイド・ジョージは激怒して、ジェノア会議のドイツ代表を呼び出して問い質したが、ドイツ代表たちはロイド・ジョージとの会談を4度も申し込んだにもかかわらず拒否されていたと返答した。このように、ドイツは本来は西欧連合国との関係改善を目的としてジェノア会議に臨んだが、西側の厳しい態度に直面し、結果的に「東方志向」を余儀なくされたという側面があった。特に帝政ロシアの債務を梃子に対独賠償を認めさせることを目論んでいたフランスの怒りは大きく、賠償問題等において対独強硬姿勢を強めていき、ルール占領の挙に出ることになる。